# Волуяк (планина)
Вижте пояснителната страница за други значения на Волуяк.
Волуяк (на сръбски: Волујак; на босненски: Volujak) е планина между Босна и Херцеговина и Черна гора. Намира се в югозападната част от планинския масив Маглич планина - Волуяк - Биоч, между реките Сутиеска, Дрина, Пива и Връбница.
Волуяк планина се простира по дължина от северозапад на югоизток. На север река Суха разделя Волуяк от Маглич планина. Най-високите върхове на Волуяк са Велика Власуля 2337 м, Широка Точила 2297 м, Студенац 2294 м и Превия 2273 м.
По високите части на планината има много следи по релефа ѝ, оставени от ледниковия период. На височина от 1660 м се намира Волуяшкото езеро, което има ледников пороизход.
На височина до 1600 м растителността на Волуяк е съставена предимно от букови и иглолистни гори. Над тази височина растителността е алпийска. В подножието на планината минава главният път Фоча - Гацко.